# Affare maltese
L'affare maltese fu una serie di avvenimenti con caratteri politico-militari con protagonisti alcuni stati del mar Mediterraneo, quali Malta, Libia e Italia, avvenuti tra la fine degli anni settanta e l'inizio degli anni ottanta, ma principalmente nell'estate del 1980; questi eventi si inquadrano nel contesto della guerra fredda, con implicazioni quindi di Stati Uniti d'America e Unione Sovietica. Alcuni di questi avvenimenti crearono attriti tra Italia e Libia, ma a tutt'oggi risultano poco noti in tutti i loro dettagli. L'espressione "affare maltese" venne usata nella sentenza-ordinanza "Priore" relativa alla strage di Ustica del giugno 1980, nella quale veniva ipotizzato un legame fra alcuni di questi eventi che calamitarono l'attenzione dell'opinione pubblica italiana con la strage di Bologna dell'agosto 1980.

## Contesto storico

### Malta
Malta passò sotto il dominio inglese nel XIX secolo, e da allora fu sede di una base militare di enorme importanza strategica per il mar Mediterraneo. Nel secondo dopoguerra la potenza navale britannica si ridusse, venendo sostituita dalla U.S. Navy nel ruolo di potenza navale egemone del Mediterraneo, mentre l'isola, ancora sotto la sovranità inglese, divenne una base navale della NATO. Nel contempo anche Malta fu pervasa da moti indipendentisti, ottenendo prima l'indipendenza in ambito del Commonwealth (1964), e divenendo una repubblica nel 1974.
Nel 1972, minacciando di affittare la base navale alla marina sovietica, il primo ministro maltese Dom Mintoff ottenne di concludere un contratto di affitto della base a 14 milioni di sterline annue, per un periodo di 7 anni con la NATO. Allo scadere del contratto, il premier maltese si orientò verso una politica di forte autonomia che lo portò a chiedere la chiusura della base militare NATO. Gli USA e la Gran Bretagna fecero forti pressioni politiche per poter mantenervi la base navale, ma il governo maltese fu irremovibile e nel 1979 la flotta atlantica lasciò Malta. Il governo maltese proclamò in quella occasione che «La Repubblica di Malta è uno Stato neutrale che attivamente ricerca la pace, la sicurezza e il progresso sociale tra tutte le Nazioni, in virtù dell'adesione a una politica di non allineamento e della non appartenenza ad alcuna alleanza militare; questa condizione comporterà in particolare che nessuna base militare straniera sarà ammessa nel territorio maltese».
Contemporaneamente, il piccolo Stato mediterraneo, desideroso di una politica autonoma, si avvicinò alla Libia, anch'essa perseguitrice della cosiddetta "terza via". Le somme di denaro incassate dall'affitto delle basi militari alla NATO vennero sostituite dal petrolio libico venduto a prezzo di favore, mentre sull'isola era presente personale militare libico con compiti di istruzione e direzione del traffico aereo; in particolare gestivano anche la torre di controllo dell'aeroporto internazionale di Luqa.

### Libia e Italia
La Libia, già colonia italiana, ottenne l'indipendenza dalla Gran Bretagna (che l'aveva occupata durante la seconda guerra mondiale) nel 1951. Nel 1969, il colonnello Muʿammar Gheddafi ne assunse il potere con un colpo di stato e diede una svolta netta alla politica libica. Le basi militari straniere furono chiuse e molti cittadini occidentali furono privati dei loro beni ed espulsi. L'espulsione in massa di italiani dalla Libia portò le attenzioni italiane a sud, con il pensiero che il nazionalismo arabo fosse stato sottovalutato. L'Italia incominciò una politica di dialogo con i paesi arabi e per via della particolare aspirazione di questi ultimi a intraprendere una politica autonoma dai due blocchi, tale paese divenne presto un partner privilegiato.
Queste circostanze, nonché la determinazione della classe politica italiana nel perseguire una tale politica, portò l'Italia ad avere di fatto negli anni ottanta un ruolo in prima linea a livello politico-economico-militare regionale, ruolo che venne riconosciuto in ritardo e solo davanti all'evidenza dalle classiche potenze occidentali.
Dopo la crisi diplomatica del 1970, i legami tra Italia e Libia si riallacciarono subito e l'Italia divenne il maggiore esportatore d'armi verso la Libia e il suo maggiore acquirente di petrolio. Fiorirono diversi legami economici e la Libia giunse ad acquistare una consistente fetta delle azioni della FIAT. In Italia si era quindi formata una consistente lobby filo-libica.

### Unione Sovietica
L'unica possibilità di accesso al Mediterraneo per unità navali dell'Unione Sovietica è lo stretto dei Dardanelli; essendo sotto il controllo della Turchia, membro della NATO, sarebbe stato subito bloccato in caso di guerra. Le navi sovietiche che fossero riuscite a forzare il blocco, prima di navigare nel Mediterraneo avrebbero dovuto attraversare il mar Egeo, costellato di isolette appartenenti alla Grecia, altro membro NATO. Di conseguenza, l'unica possibilità per l'URSS di avere unità militari nel Mediterraneo in caso di guerra era che queste si trovassero già nelle sue acque allo scoppio delle ostilità. L'URSS riversò quindi le sue attenzioni sui paesi arabi fin dall'inizio della guerra fredda, prima che in questi paesi si scoprissero ingenti giacimenti petroliferi. L'Unione Sovietica appoggiò subito il nazionalismo arabo che aveva una forte ostilità verso l'occidente, e quando questo andò al potere in alcuni paesi questi si legarono subito con l'URSS.
Il principale alleato sovietico era l'Egitto, che l'URSS appoggiò senza riserve nei confronti dell'attacco militare anglofrancese al Canale di Suez del 1956. Successivamente l'Egitto permise a unità navali sovietiche di ancorare presso il porto di Alessandria. Tuttavia, durante la quarta guerra arabo-israeliana (chiamata guerra del Kippur, dal 6 al 25 ottobre del 1973), le forze egiziane avevano sfondato le linee israeliane, ma una controffensiva di questi ultimi aveva riequilibrato la situazione. Quando poi stava per avvenire una nuova offensiva israeliana, l'Egitto intavolò trattative di pace poiché prevedeva una sua disfatta. Solo le forti pressioni degli USA indussero Israele a concludere le trattative di pace prima di conseguire una vittoria completa sugli egiziani, quando questi avevano i propri soldati ancora sulla penisola del Sinai (allora territorio israeliano). Tali circostanze, legate all'appoggio politico che le maggiori potenze europee avevano dato all'Egitto, fece sì che di fatto l'Egitto fosse politicamente considerato il vero vincitore del conflitto. A quel punto gli USA perseguirono una politica di avvicinamento all'Egitto e successivamente i sovietici persero la possibilità di ancorare ad Alessandria.
Sul finire degli anni settanta, i sovietici erano dunque alla ricerca di un posto sicuro per ancorare le loro unità militari nel Mediterraneo e l'unico paese mediterraneo ben disposto verso l'URSS era la Libia. Tuttavia Gheddafi, geloso della sua autonomia, non era intenzionato ad accreditare consiglieri militari sovietici in Libia e tanto meno a consentire l'allestimento di una base navale sul proprio territorio; poteva però rendere disponibile il territorio di uno Stato vassallo.

### Stati Uniti d'America
Durante la guerra fredda, gli Stati Uniti d'America erano i dominatori del Mediterraneo, e l'Italia era la loro piattaforma più importante al riguardo. A Napoli aveva sede il comando della VI flotta e in Sardegna, presso la Maddalena, vi era un'importante base di sottomarini nucleari statunitensi. Vi erano, inoltre, altri alleati quali Turchia, Grecia, Francia e, dal 1982, anche la Spagna.
La disponibilità dei paesi occidentali a far transitare sul loro spazio aereo gli aerei statunitensi destinati a rifornire Israele durante la guerra del Kippur fecero applicare un embargo da parte dei paesi produttori di petrolio nei confronti dell'Europa occidentale; in questo modo, aerei provenienti dagli USA avrebbero dovuto attraversare senza scalo il Mediterraneo da Gibilterra fino a Israele. La presenza di batterie di missili contraerei su Malta avrebbe potuto distruggere tali convogli. Di conseguenza, anche gli USA erano molto interessati a mantenere un controllo militare su Malta; quando nel 1979 dovettero allontanarsi dall'isola, incominciarono a temere la presenza sovietica nel piccolo Stato.

## Cause

### Contrasti tra Libia e Malta
Sul finire degli anni settanta nacque l'ipotesi della presenza di ricchi giacimenti petroliferi sottomarini nella zona del mar Mediterraneo. Questi si sarebbero trovati vicino ai cosiddetti "banchi di Medina", un basso fondale situato orientativamente a metà strada tra le coste libiche e quelle maltesi. Libia e Malta furono subito interessati a sfruttare questa possibile risorsa economica. Per Malta sfruttare tali giacimenti significava poter sostituire i ricchi introiti derivanti dagli affitti della presenza della flotta NATO in maniera autonoma, realizzando una vera indipendenza sostanziale. Per la Libia, invece, possedere i suddetti giacimenti significava consacrare la sua influenza su Malta, con tutto ciò che ne conseguiva a livello internazionale.
La posizione dei banchi di Medina non è equidistante dai due paesi, ma anzi è sensibilmente più vicina a Malta. Questa, dunque, a norma delle leggi internazionali, rivendicava la sovranità sulle acque situate fino alla metà della distanza che separava le sue coste da quelle libiche. La Libia, invece, dando un'interpretazione differente delle norme internazionali, reclamava l'estensione delle proprie acque territoriali ben oltre la metà della distanza tra le coste dei due paesi. Secondo questa chiave di lettura, i banchi di Medina si trovavano sotto la sovranità libica.
Entrambi i paesi rivendicarono, dunque, i diritti di sfruttamento minerario dei giacimenti petroliferi individuati e ciò fu causa di consistenti attriti. Tuttavia, i due paesi si rimisero alla Corte internazionale di giustizia de L'Aia, e la vicenda sembrava essere risolta. Per evitare un riacutizzarsi della crisi, inoltre, la Libia e Malta convennero sul non incominciare le perforazioni di esplorazione petrolifera prima che la corte si fosse pronunciata in merito. Tuttavia, mentre Malta si attenne scrupolosamente a questo patto, la compagnia petrolifera di stato libica incominciò a effettuare i suoi rilievi sui banchi di Medina. Malta reagì incaricando l'ENI di incominciare a sua volta i rilievi sui giacimenti petroliferi.

### Reazioni internazionali
Le due superpotenze del tempo, Stati Uniti d'America e Unione Sovietica non potevano agire direttamente sulla questione. Le forze sovietiche, ad esempio, non avevano alcun titolo per intervenire, così come le forze NATO, in quanto Malta non faceva parte dell'organizzazione e non erano gradite dal governo locale. Un intervento NATO sarebbe stato considerato nella forma e nella sostanza un'aggressione vera e propria che l'Unione Sovietica non avrebbe potuto ignorare, nonostante la "distensione" formalmente ancora in atto tra le due superpotenze.
Poiché le forze libiche erano preponderanti rispetto a quelle maltesi, l'unica possibilità per la piccola isola in caso di confronto decisivo era l'intervento a titolo individuale di un'altra potenza a seguito di un accordo bilaterale con Malta. Data la vicinanza di Malta con la Sicilia, nonché il tipo di politica perseguita in quel periodo, tale potenza non poteva che essere l'Italia.

## Cronologia degli eventi
Durante l'estate del 1980 si sviluppa una serie di eventi; alcuni di essi sono connessi tra loro, altri solo apparentemente completamente indipendenti. L'interpretazione di questi eventi è controversa.
- 1º giugno: la Libia sospende le forniture petrolifere a Malta.
- 11 giugno: ha inizio una lunga serie di misteriosi omicidi legati alla situazione interna libica di cui sono vittime esuli libici in Italia[13].
- 27 giugno: strage di Ustica, dove un DC9 dell'Itavia esplode in volo e precipita in mare nello spazio aereo di Ustica. Un Boeing 707 dell'Air Malta si trovava sulla stessa rotta a 10 minuti di volo.
- 10 luglio: due pescherecci italiani vengono sequestrati dalla Libia con l'accusa di aver sconfinato nelle sue acque territoriali. I loro equipaggi verranno rilasciati due anni dopo.
- 18 luglio: viene ritrovata la carcassa di un caccia libico sui monti della Sila. Il cadavere del pilota è in uno stato di decomposizione definito dai medici che procedono all'autopsia "avanzatissimo". Tale affermazione sarà però in seguito contestata.[senza fonte]
- 2 agosto: strage di Bologna: una bomba esplode nella stazione di Bologna causando la morte di 85 persone e il ferimento di 200. Il Sottosegretario agli Esteri Giuseppe Zamberletti firma un protocollo d'intesa tra Italia e Malta. La nave da ricerche petrolifere dell'Eni, la Saipem 2, prende posizione sui banchi di Medina. La concomitanza della strage di Bologna con l'intesa italo-maltese ha fatto nascere una pista libica anche nelle indagini di quest'altra tragedia, ma l'ipotesi non ha mai preso consistenza[14].
- 6 agosto: tentato colpo di Stato in Libia; una parte dell'esercito si ribella e tenta di arrestare Gheddafi. Il colonnello evita la cattura, grazie all'intervento unità militari provenienti dalla Repubblica Democratica Tedesca[15].
- 11 agosto: vengono arrestati tre imprenditori italiani accusati di aver avuto un qualche ruolo nel golpe, saranno liberati nel 1986 con uno scambio di prigionieri[16].
- 21 agosto: unità della marina militare libica intimano alla Saipem 2 di allontanarsi dai banchi di Medina consegnando un documento del governo libico che rivendicava la giurisdizione libica su quel tratto di mare[17]. A difesa di quest'ultima intervengono unità della marina militare italiana. Dopo alcuni momenti di grande tensione i libici desistono.
- 24 agosto: l'aeronautica militare italiana assume la difesa dello spazio aereo maltese e alcuni caccia italiani lo pattugliano.
- 27 agosto: Malta, in seguito alla crisi dei banchi di Medina, espelle il personale militare libico.
- 2 settembre: viene firmato un trattato bilaterale tra Italia e Malta con il quale l'Italia si impegna garantire l'indipendenza e l'integrità territoriale maltese. Tale trattato prevede esplicitamente l'esclusione di unità militari statunitensi e sovietiche dai porti maltesi, nei quali è permesso l'ancoraggio solo a unità militari italiane.
- 3 settembre: al parlamento italiano alcuni deputati, tra cui Falco Accame, ex militare, richiedono chiarimenti sull'invio di unità militari italiane a protezione della Saipem 2 e loro regole di ingaggio, sulla situazione nel canale di Sicilia, sugli accordi commerciali e militari con la Libia. Deputati del Partito radicale (Cicciomessere, Marco Pannella, Emma Bonino e Mellini) richiedono spiegazioni su vicende riguardanti esuli e oppositori libici.
- 4 settembre: su richiesta di Malta si riunisce il consiglio di sicurezza dell'Organizzazione delle Nazioni Unite per esaminare le possibili azioni illegali condotte dalla Libia.
- 15 settembre: il trattato tra Italia e Malta, denominato Accordo sul Riconoscimento e la Garanzia della Neutralità di Malta viene ratificato ufficialmente, assieme a un primo protocollo sulla assistenza finanziaria, tecnica ed economica[18]. Nel trattato italo maltese, conseguito con uno scambio tra Roma e La Valletta di note firmate, l'Italia si impegna a garantire la neutralità maltese (affermata da Malta nel 1979) e a sua volta Malta afferma il divieto di avere basi militari straniere sul proprio territorio, ribadisce il suo impegno verso una politica di non allineamento, invita tutti gli Stati affacciati sul Mediterraneo a impegnarsi a protezione della sovranità maltese, e infine si impegna a utilizzare i propri cantieri navali solo per scopi civili commerciali e per la riparazione di navi militari, ma solo se poste preventivamente in condizione di non combattimento, con esclusione, in ogni caso, delle navi militari di Stati Uniti e Unione Sovietica[19].

## Conseguenze
La conseguenza più immediata delle vicende dell'estate 1980 fu il raggiungimento di una indipendenza sostanziale di Malta tramite l'accordo firmato col governo italiano. L'isola poteva dirsi autosufficiente sia dal punto di vista politico che da quello economico, fruendo di consistenti aiuti economici italiani, a cui successivamente avrebbero potuto aggiungersi i proventi del futuro sfruttamento dei giacimenti petroliferi eventualmente scoperti nel sottosuolo dei banchi di Medina, rispetto ai quali la Corte de L'Aia successivamente si pronunciò a favore di Malta. Nel 1983 anche l'Italia manifestò presso la corte de L'Aia il proprio interesse per parte delle risorse dei banchi di Medina nell'area sulla piattaforma continentale sommersa a est e a ovest di Malta. Grazie al trattato bilaterale con l'Italia, Malta poteva dirsi protetta anche dal punto di vista militare.
La Libia continuò la sua politica aggressiva, giungendo così in netto contrasto con le potenze anglosassoni. Tali contrasti culminarono con i bombardamenti aerei di Tripoli e Bengasi del 1986, nei quali lo stesso Gheddafi rischiò la morte. Da allora l'atteggiamento della Libia mutò gradualmente fino a giungere a un completo rappacificamento con Stati Uniti d'America e Gran Bretagna nel 2004.
Dopo la missione in Libano del 1982-1984, l'incidente di Sigonella e le vicende tunisine del 1987, l'influenza italiana nel Mediterraneo crebbe.
L'Unione Sovietica dovette abbandonare la ricerca di validi ancoraggi stabili nel Mediterraneo per la sua flotta.